# Wacław Stanisławski
Wacław Stanisławski herbu Sulima (ur. 1 maja 1652 w Mołdytach – zm. 1717 (?) także w Mołdytach) Warmiński wójt krajowy, szambelan Jana III Sobieskiego, pułkownik wojsk koronnych.

## Rodzina
Wacław Stanisławski był synem Alberta Ludwika i Marii z d. von Rosenhagen. Wacław Stanisławski był żonaty z Anną, a po raz drugi z Marią Luizą von Podewils.
Znanych jest trzech jego  synów: Abraham, Bogusław  i Albrecht  Zygmunt. Abraham i Bogusław (z pierwszego małżeństwa) kształcili się w kolegium jezuickim w Reszlu. Później byli oficerami w wojsku koronnym. Syn Marii Luizy Albrecht Zygmunt uważany był przez niektórych za naturalnego syna elektora saskiego, późniejszego króla polskiego Augusta II. Albrecht Zygmunt zrobił zadziwiającą karierę, był m.in. generalnym poczmistrzem Prus Królewskich.
Po śmierci Wacława Stanisławskiego dobra rodowe odziedziczył najstarszy jego syn Abraham, a także po ojcu został warmińskim wójtem krajowym. Funkcję wójta krajowego pełnił najprawdopdobniej dożywotnio, to jest do ok. 1741.

## Edukacja i kariera
Wacław kształcił się w kolegium jezuickim w Reszlu od 1665, a następnie przebywał w dobrach rodzinnych w okolicach Reszla i Jezioran oraz podróżował. Wkrótce po śmierci ojca od  1690 został warmińskim wójtem krajowym. Uczestniczył w wojnach z Turkami, jako żołnierz dosłużył się stopnia pułkownika wojsk koronnych. Król Jan III Sobieski obdarzył go tytułem szambelana. 
Wacław  Stanisławski ufundował  nowy ołtarz św. Jana Chrzciciela i beneficjum  w kościele farnym w Reszlu.